# سيد باريت
روجر كيث «سيد» باريت (بالإنجليزية: Roger Keith "Syd" Barrett)‏ موسيقي إنجليزي، وملحن ومغني، وكاتب أغاني ورسام. أسس فرقة بينك فلويد، كان باريت المغني الرئيسي، وعازف الغيتار وكاتب الأغاني الرئيسي في سنوات الفرقة الأولى ويرجع الفضل لباريت في تسمية الفرقة. ترك باريت بينك فلويد في أبريل 1968م ونقل إلى المستشفى لفترة وجيزة وسط تكهنات حول مرضه العقلي الذي تفاقم بسبب الصدمات النفسية التي عانى منها على مدى حياته.

## روابط خارجية
- سيد باريت على موقع IMDb (الإنجليزية)
- سيد باريت على موقع ألو سيني (الفرنسية)
- سيد باريت على موقع ميوزك برينز (الإنجليزية)
- سيد باريت على موقع رولينغ ستون (الإنجليزية)
- سيد باريت على موقع أول موفي (الإنجليزية)
- سيد باريت على موقع قاعدة بيانات الأفلام السويدية (السويدية)
- سيد باريت على موقع إن إن دي بي (الإنجليزية)
- سيد باريت على موقع أول ميوزيك (الإنجليزية)
- سيد باريت على موقع ديسكوغز (الإنجليزية)
- سيد باريت على موقع قاعدة بيانات الفيلم (الإنجليزية)